# 约瑟夫·米勒-布罗克曼
约瑟夫·米勒－布罗克曼（Josef Müller-Brockmann，1914年5月9日—1996年8月30日）是瑞士的一位平面设计师、字体排印师、教師。

## 生平
他在莱比锡大学和莱比锡艺术大学学习了建筑、设计、美术史。1936年在莱比锡开办了自己的工作室，专注于平面设计、展示设计和摄影。1951年设计了在莱比锡音乐会的海报。1958年与R.P. Lohse, C. Vivarelli, and H. Neuburg 等人共同创办了《新平面》杂志（Neue Grafik），为创刊人兼编辑。1966年任IBM欧洲的设计顾问。1961年出版了 The Graphic Artist and his Design Problems ，1971年出版了 History of the Poster 以及 A History of Visual Communication。
其作品常被认为是「瑞士风格」的典型代表而被经常引用。

## 著作
- The Graphic Artist and his Design Problems（Hastings House, ISBN 978-080-382-724-0）
- History of the Poster（Phaidon Inc Ltd, ISBN 978-071-484-403-9）
- A History of Visual Communication（Niggli, ISBN978-372-120-188-8）
- Grid Systems in Graphic Design: A Visual Communication Manual（Niggli, ISBN 978-372-120-145-1）